# In utero
In utero es un término en Latín que significa literalmente 'en el útero'. En biología, la frase describe el estado de un embrión o feto. En contextos legales, la frase se usa para referirse a los niños no nacidos.